# USS Connecticut (BB-18)
«Коннектикут (BB-18)» (англ.  USS Connecticut (BB-18)) — Головной эскадренный броненосец типа «Коннектикут».
Эскадренный броненосец ВМС США «Коннектикут (BB-18)», был четвёртым кораблем названным в честь штата Коннектикут. Он стал 18-м броненосцем 1-го ранга в составе американского флота.
«Коннектикут» был заложен 10 марта 1903 на Нью-Йоркской военно-морской верфи. Спущен на воду 29 сентября 1904. Введен в эксплуатацию с 29 сентября 1906, став самым современным кораблем в американском военно-морском флоте.
«Коннектикут» в 1907 году стал флагманом американского флота, принял участие в праздновании 300-й годовщины основания Джеймстаунской колонии. Позднее в составе Великого Белого Флота отправился в кругосветное плавание, чтобы продемонстрировать рост военной мощи ВМС США и наличие у него океанского флота. После завершения кругосветного плавания Великого Белого Флота, Коннектикут участвовал в маневрах демонстрируя военную мощь США и защищая американских граждан за границей. В конце Первой мировой войны корабль выполнял функции военного транспорта, чтобы ускорить возвращение американских экспедиционных войск из Франции.
В конце своей военной карьеры «Коннектикут», в качестве учебного корабля, совершил походы в Атлантику и в Тихом океане с гардемаринами военно-морских училищ на борту. По условиям подписанного в 1922 году Вашингтонского военно-морского соглашения старый броненосец подлежал списанию. Выполняя условия соглашения, «Коннектикут», в числе более старых линкоров, был исключен из списков флота 1 марта 1922 и 1 ноября 1923 продан слом.

## Довоенная служба

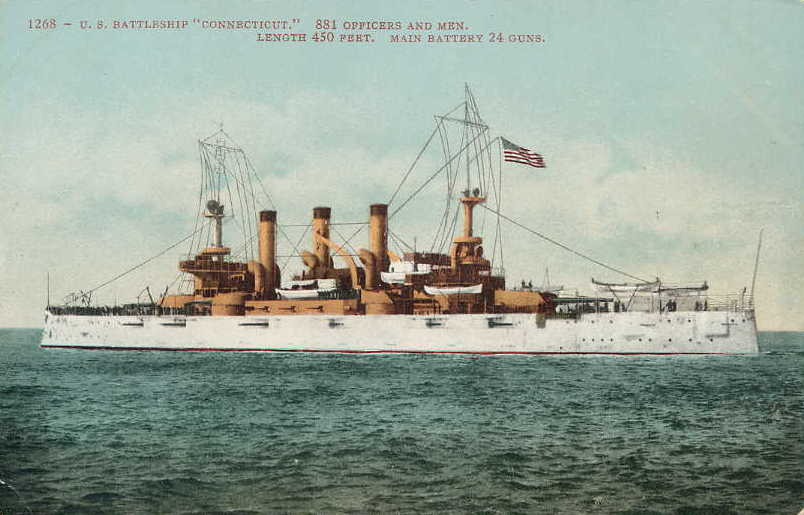
Открытка с изображением броненосца изданная в Сан-Франциско

## Первая мировая война
В ответ на неограниченную подводную войну Германии, «Коннектикут» был повторно введен в строй 3 октября 1916. Два дня спустя адмирал Герберт О. Данн перенес свой флаг командующего флотом с «Миннесоты» на «Коннектикут». «Коннектикут» стал флагманом Пятого соединения Линкоров. До вступления Соединенных Штатов в Первую мировую войну 6 апреля 1917 года, корабль нес службу вдоль Восточного побережья и в Карибском море. Во время войны, «Коннектикут» базировался в Йорке, штат Вирджиния. Корабль использовался в качестве учебного, проводя маневры и боевую подготовку в Чесапикском заливе и у мыса Вирджинии. За это время на борту броненосца прошли обучение артиллерийскому делу более тысячи стажеров и курсантов.